# Palazzo Giovene
A Palazzo Giovene egy molfettai nemesi palota. 

## Története
Az épületet az 1500-as években a De Luca nemesi család építtette. 1772-ben került a névadó Giovene család tulajdonába. 

## Leírása
A reneszánsz homlokzat legszembetűnőbb eleme a domborművekkel díszített portál, amelyet egy trompe-l’œil hatású architráv koronáz meg. A portált két jón oszlop tartja. Ezeket egy-egy fülkében elhelyezett szobor díszíti (egy harcos és egy zenész szobra). A kétszintes épületre a 19. században egy harmadik szintet húztak, amely életveszélyessé tette a szerkezetét így hosszú ideig használhatatlanná vált. 1976 és 1981 között restaurálták, ekkor a harmadik szintet visszabontották. Az épületet ma a városi tanács használja.